# Краснолицые поползни
Краснолицые поползни (лат. Daphoenositta) — род певчих птиц, единственный в семействе Neosittidae. Представители рода распространены на острове Новая Гвинея и в Австралии.
Птицы внешне похожи на поползней. Тело длиной 10—14 см, весом 8—20 г. Крылья короткие, полёт слабый. Ноги короткие с длинными пальцами, предназначенные для лазания по деревьям. Клюв узкий и острый, предназначенный для охоты на насекомых.
Ранее представителей рода относили к семейству поползневых (Sittidae). По результатам исследований ДНК путём ДНК-гибридизации, определено, что ближайшими родственниками краснолицых поползней являются Melanocharitidae и свистуновые (Pachycephalidae). Поэтому, согласно классификации Сибли-Алквиста, род выделили в монотипическое семейство cителлы (Neosittidae). 
В роде 3 вида:
- Изменчивая сителла[1] Daphoenositta chrysoptera (Latham, 1802)
- Горная сителла[1] Daphoenositta papuensis  (Schlegel, 1871)
- Краснолицый поползень[1] Daphoenositta miranda (De Vis, 1897)

Daphoenositta chrysoptera ранее выделялась в род Neositta, который включал 5 видов. Теперь считается, что это один вид с одиннадцатью подвидами, а род Neositta является младшим синонимом Daphoenositta. Иногда Daphoenositta papuensis включают в Daphoenositta chrysoptera.